# Сперанський Михайло Несторович
Миха́йло Не́сторович Спера́нський (1863–1938), російський історик літератури, славіст, етнограф, фольклорист, дійсний член АН СРСР (з 1921), професор Московського університету, член імператорського Московського товариства, член-кореспондент відділення російської мови та словесності Імператорської Академії наук (з 1902).

## Життєпис
Народився у Москві 19 квітня 1863 р. в сім’ї лікаря. Навчався в Тверській гімназії, а згодом – у Московському університеті на словесному відділенні, який закінчив у 1885 р. В університеті одним з його викладачів був професор Н.С. Тихонравов. Він зумів прищепити учням глибоку повагу до старовинних рукописів як до незамінного джерела для досліджень історії літератури та фольклористики.
З 1890 по 1892 рр. Михайло Несторович знаходився в науковому відрядженні за кордоном, де вивчав слов’янські рукописи. Там він опублікував перші статті, а в 1895 р. захистив магістерську дисертацію «Слов’янські апокрифічні Євангелія». Після захисту він був обраний професором російської словесності у Ніжинському історико-філологічному інституті.
Під час ніжинського періоду діяльності, у 1896 р., професор М.Н. Сперанський разом з професором Бережковим брав участь у роботі X Археологічного з’їзду у м. Ризі. У 1897 р. Михайло Несторович затверджений у чині колезького радника, а від 21 лютого 1898 р. його призначено ординарним професором інституту.
У 1899 р. він отримав ступінь доктора наук, захистивши дисертацію «З історії апокрифічних книг». Серед головних статей – «Пергаментні уривки рукописів у Празі», «Описання рукописів Тверського музею», «Златоуст Тверського музею XVI століття», «Слов’янські апокрифічні Євангелія», «Сербські хронографи...», «До історії перекладу Євангелія».
Працюючи у Ніжині, М.Н. Сперанський займався також дослідженням біографії Миколи Васильовича Гоголя. Результатом наукових пошуків стали праці «Гимназия высших наук. Нежинский период жизни Н.В. Гоголя» (1902 р.) та «Один из учителей Н.В. Гоголя (И.Г. Кульжинский)» (1906 р.). 
З 1907 по 1923 рр. М.Н. Сперанський працював у Московському університеті завідувачем відділу рукописів Державного історичного музею (1921 – 1929 рр.). За цей період ним зроблено опис рукописів А.С. Уварова, П.І. Щукіна, А.І. Хлудова, документів Архангельського собору. Михайло Несторович провів і фундаментальне дослідження російських збірок стародавніх рукописів, яке було закінчено у 1932 р.
У 1934 р. М.Н. Сперанського арештували у сфабрикованій в 1933 – 1934 рр. секретно-політичним відділом ОГПУ справі «Російської національної партії» або «справі славістів». Проходили по ній, головним чином, представники інтелігенції, що проживали в Москві, Ленінграді, Києві, Харкові, Мінську, Ярославлі.
Серед заарештованих було багато видатних вчених: академіки М.Н. Сперанський і В.Н. Перетц, члени-кореспонденти АН СРСР М.М. Дурново, Г.А. Ільїнський, А.М. Селищев, майбутні академіки В.В. Виноградов і Г.А. Разуваєв. 
М.Н. Сперанського заарештували через формальні свідчення М.М. Дурново та одного з керівників ленінградського українського наукового центру В.Н. Корабльова. У 1924 – 1927 рр. М.М. Дурново жив у Чехословаччині, де тісно спілкувався з М.С. Трубецьким, Р.О. Якобсоном та Н.І. Богатирьовим. Перед поверненням на батьківщину, на біду, з ними сфотографувався. Цю фотографію долучили до справи і зробили основним доказом факту «наради фашистського центру». 
Але напередодні переводу Академії наук СРСР до Москви вирішено було не влаштовувати «другого побиття наукових кадрів», як це сталося в 1929 – 1930 рр. Вирішено було зупинитись на арешті тільки двох: Сперанського і Перетца. Вони підходили для цієї ролі, тому що належали до найбільш консервативної частини Академії наук і відверто висловлювали «ворожість до радянської влади».
У ніч з 11 на 12 квітня 1934 р. М.Н. Сперанського у Москві, а В.Н. Перетца у Ленінграді заарештували. В.Н. Корабльов, що нещодавно давав свідчення про «контрреволюційний зв’язок» між Сперанським, Перетцем та Вернадським, пізніше на очній ставці про останнього вже не згадував. І взагалі, ім’я Вернадського більше не зустрічається у справах слідства, як і імена Грушевського, Курнакова, Державіна. Напевно, нагорі вирішено було їх не арештовувати, хоч і свідчення на них із справи не вилучались.
Причини такої поведінки вищого партійно-державного керівництва напевно мотивувалися політичною несвоєчасністю їх арешту. Можна також погодитись з думкою, що дослідження деяких вчених, зокрема В.І. Вернадського, становили практичну цінність для держави.
М.Н. Сперанському, завдяки заступництву його брата – відомого педіатра Г.Н. Сперанського, вирок суду про трьохрічне заслання до Уфи був оголошений умовним. Михайло Несторович залишився у Москві. Його звільнили з-під арешту, але виключили з числа академіків без права друкування наукових праць.
Обмеження у науковій роботі було чи не найбільшою карою. Наприкінці 1937 р. учений тяжко захворів. 
12 квітня 1938 р. Михайло Несторович помер.

## Праці
Праці Сперанського:

- «Славянские апокрифические евангелия» (1895),
- «Из истории отреченных книг» (1899–1908),
- «Николай Васильевич Гоголь — переводчик» (1905),
- «История древней русской литературы» (1914),
- «Русская устная словесность» (1917) та ін.;

з української тематики:

- «Заметки к истории „Энеиды“ И. П. Котляревского» (1902),
- «Малорусская песня в старинных русских печатных песенниках» (1906–1909).